# 4-й округ департамента Эр
4-й избирательный округ департамента Эр включает шесть кантонов округа Лез-Андели: Валь-де-Рёй, Гайон, Гайон-Кампань, Лувье-Нор, Лувье-Сюд, Пон-де-л'Арш и два кантона округа Берне: Амфревиль-ла-Кампань и Буртерульд-Энфревиль. Общая численность населения по данным Национального института статистики за 2012 г. — 124 155 чел. Общая численность избирателей, включенных в списки для голосования в 2012 г. — 86 479 чел.
Действующим депутатом Национального собрания по 4-му округу является Франсуа Лонкль (Социалистическая партия).
|  | Начало срока      | Конец срока       | Депутат        | Партия                         |
|  | ----------------- | ----------------- | -------------- | ------------------------------ |
|  | 18 июня 2012 г.   | н/вр              | Франсуа Лонкль | Социалистическая партия        |
|  | 20 июня 2007 г.   | 17 июня 2012 г.   | Франсуа Лонкль | Социалистическая партия        |
|  | 19 июня 2002 г.   | 19 июня 2007 г.   | Франсуа Лонкль | Социалистическая партия        |
|  | 01 июня 1997 г.   | 18 июня 2002 г.   | Франсуа Лонкль | Социалистическая партия        |
|  | 02 апреля 1993 г. | 21 апреля 1997 г. | Бернар Леруа   | Союз за французскую демократию |
|  | 23 июня 1988 г.   | 01 апреля 1993 г. | Франсуа Лонкль | Социалистическая партия        |

## Результаты выборов
Выборы депутатов Национального собрания 2012 г.:
|                | Кандидат               | Партия                   | Первый тур | Первый тур     | Второй тур | Второй тур |
| Кол-во голосов | Кандидат               | Партия                   | % голосов  | Кол-во голосов | % голосов  |            |
| -------------- | ---------------------- | ------------------------ | ---------- | -------------- | ---------- | ---------- |
|                | Франсуа Лонкль         | Социалистическая партия  | 19 526     | 39,80          | 26 209     | 57,05      |
|                | Франсуа-Ксавье Приолло | Новый центр              | 12 764     | 26,02          | 19 730     | 42,95      |
|                | Жюли Барбье            | Национальный фронт       | 9 212      | 18,78          |            |            |
|                | Арно Левитр            | Левый фронт              | 3 616      | 7,37           |            |            |
|                | Летиция Санчес         | Партия зеленых           | 1 531      | 3,12           |            |            |
|                | Анн Терлез             | Демократическое движение | 1 292      | 2,63           |            |            |
|                | Софи Озанн             | Крайне левые             | 504        | 1,03           |            |            |
| Прочие         | Прочие                 | Прочие                   |            | менее 1 %      |            |            |

Выборы депутатов Национального собрания 2007 г.:
|                | Кандидат                | Партия                            | Первый тур | Первый тур     | Второй тур | Второй тур |
| Кол-во голосов | Кандидат                | Партия                            | % голосов  | Кол-во голосов | % голосов  |            |
| -------------- | ----------------------- | --------------------------------- | ---------- | -------------- | ---------- | ---------- |
|                | Франсуа Лонкль          | Социалистическая партия           | 13 576     | 27,35          | 26 050     | 53,51      |
|                | Франсуаза Микель        | Союз за народное движение         | 12 047     | 24,27          | 22 637     | 46,49      |
|                | Бернар Леруа            | Новый центр                       | 9 278      | 18,69          |            |            |
|                | Соня Лардан             | Национальный фронт                | 2 442      | 4,92           |            |            |
|                | Гаэтан Левитр           | Коммунистическая партия           | 2 436      | 4,91           |            |            |
|                | Франк Мартен            | Радикальная левая партия          | 2 285      | 4,60           |            |            |
|                | Бернар Фро              | Демократическое движение          | 2 094      | 4,22           |            |            |
|                | Жерар Прево             | Крайне левые                      | 1 529      | 3,08           |            |            |
|                | Жером Бурле де ла Валле | Партия зеленых                    | 1 476      | 2,97           |            |            |
|                | Жизель Лемуэн           | Охота, рыбалка, природа, традиции | 515        | 1,04           |            |            |
|                | Гаэтан Базир            | Экологисты                        | 503        | 1,01           |            |            |
| Прочие         | Прочие                  | Прочие                            |            | менее 1 %      |            |            |